# Mon (architecture)

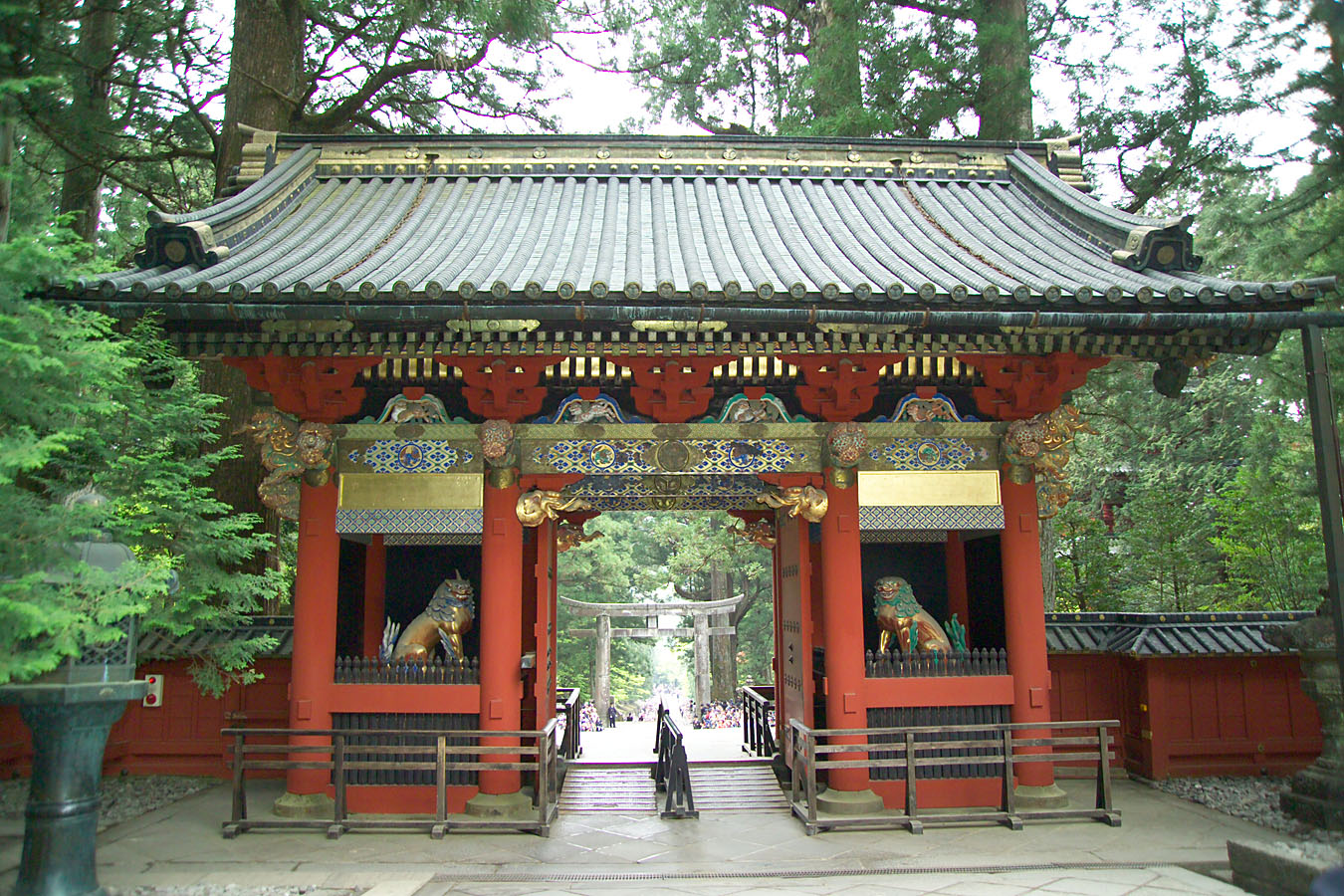
L'omote-mon (porte avant) de Nikkō Tōshō-gū est structurellement une yakkyakumon (porte à huit piliers).

Mon (門, littéralement « porte ») est le terme japonais générique pour « porte », souvent utilisé, seul ou en préfixe, en référence aux nombreuses portes des temples bouddhistes, des sanctuaires shinto, des constructions de type traditionnel ou des châteaux.

## Importance
Contrairement aux portes des bâtiments séculaires, la plupart des portes des temples et des sanctuaires sont des éléments purement symboliques de liminarité, car elles ne peuvent être complètement fermées et marquent juste la transition entre le mondain et le sacré,. Dans de nombreux cas, par exemple celui du sanmon, la porte d'un temple possède des propriétés de nettoyage et de purification.

## Description
La taille des portes se mesure en ken, où le ken désigne l'intervalle situé entre deux piliers des bâtiments de style traditionnel. Le rōmon d'un temple par exemple peut avoir des dimensions allant d'un maximum de 5 × 2 ken à un format plus habituel de 3 × 2 ken, et descendre même jusqu'à un ken. Le mot est habituellement traduit par « baie » et se comprend mieux comme indication des proportions que comme unité de mesure.
Selon le temple auquel elles appartiennent, les portes relèvent des styles wayō, daibutsuyō, zen'yō ou setchūyō.
Elles peuvent être désignées selon :
- leur emplacement, comme le chūmon (中門?, « porte intermédiaire ») ou le omotemon (表門?, lit. « porte de devant ») ;
- la divinité qui est hébergée, comme le niōmon (« porte Niō », voir ci-dessous), porte abritant dans ses baies extérieures deux dieux appelés Niō ;
- leur structure ou leur forme, comme le nijūmon (« porte à deux étages », voir ci-dessous) et le rōmon (« porte tour ») ;
- leur fonction, comme le sanmon (voir ci-dessous), qui est la porte la plus importante d'un temple zen ou jōdo.

Tous ces termes ne sont pas mutuellement exclusifs et la même porte peut être appelée de noms différents selon la situation. Un niōmon par exemple peut aussi être correctement appelé nijūmon s'il a deux étages.

## Variations
Le toriimon (normalement appelé simplement torii) est très différent des autres portes d'un point de vue structurel. C'est une porte à deux piliers en pierre ou en bois régulièrement associée au shintoïsme mais également commune aux temples bouddhistes japonais. Un temple aussi important que le Shitennō-ji d'Osaka, fondé en 593 par Shōtoku Taishi et le plus ancien temple bouddhiste construit par l'État au Japon, a un torii enjambant une de ses entrées. Les origines du torii sont inconnues.
Bien que plusieurs théories sur le sujet existent, aucune n'a obtenu de reconnaissance unanime. Parce que l'utilisation de portes symboliques est très répandue en Asie, ces structures peuvent se trouver par exemple en Inde, en Chine, en Thaïlande, en Corée et dans les villages Nicobarese et Shompen, les historiens pensent qu'il peut s'agir d'une tradition importée. Le plus souvent, la porte marque symboliquement l'entrée d'un sanctuaire shintoïste et pour cette raison n'est jamais close.

## Types communs demon
- Hakkyakumon ou yatsuashimon (八脚門?, « porte à huit jambes ») : ainsi appelée à cause de ses huit piliers secondaires qui supportent quatre piliers principaux situés sous le faîte de la porte. Elle compte donc douze piliers au total[7].
- Heijūmon (塀重門?) : porte dans un mur composée de juste deux poteaux carrés[8].
- Kabukimon (冠木門?): porte dans un mur, composée de seulement deux poteaux carrés et d'une poutre horizontale[9].
- Karamon (« porte chinoise ») : porte caractérisée par un karahafu, toit ondulant particulier au Japon[10]. Les karamon se trouvent dans les châteaux japonais, les temples bouddhistes et les sanctuaires shinto.
- Kōraimon (高麗門?, « porte coréenne ») : il s'agit de toits à pignon couverts de tuiles à deux piliers, plus deux toits plus petits sur des piliers secondaires (控柱, hikaebashira?) à l'arrière de la porte[11]. On les voit sur les châteaux, les temples et les résidences de daimyos.
- Masugata (枡形?) : structure défensive consistant en une cour le long du mur d'un château avec deux portes fixées à angle droit, l'une donnant accès au château et l'autre tournée vers l'extérieur. La porte extérieure est typiquement un kōraimon, et l'autre un yaguramon[12]. Le sakuradamon du palais impérial de Tokyo est une porte de ce type.
- Nagayamon (長屋門?) (« porte nagaya ») : un nagaya (littéralement une longue maison), était une maison en longueur dans laquelle vivaient des samouraïs de statut inférieur, et le nagayamon était une porte qui permettait la circulation d'un côté à l'autre de la structure[13].
- Nijūmon : porte à deux niveaux avec un toit en pente entre les deux étages[14].
- Niōmon : porte abritant dans ses deux baies extérieures les statues de deux dieux gardiens, les Niō.
- Munamon (棟門?) : porte formée de deux piliers supportant un toit à pignon.
- Rōmon : porte à deux niveaux et toit unique dont le second étage est inaccessible et n'offre aucun espace utile. Elle se distingue du nijūmon similaire car elle ne possède pas de toit en pente entre les niveaux[14].
- Sanmon :  porte la plus importante d'un temple bouddhiste zen[15]. Également utilisée par d'autres écoles du bouddhisme, notamment le Jōdo. Indépendamment de son importance, le sanmon n'est pas la première porte d'un temple et se tient en réalité entre le sōmon (porte extérieure) et le butsuden (« bâtiment du Bouddha », c'est-à-dire le bâtiment principal).
- Sōmon : porte à l'entrée d'un temple[16]. Elle précède souvent le sanmon, plus grand et plus important.
- Torii : cette porte symbolique particulière est généralement associée aux sanctuaires shintoïstes, mais elle est commune aux temples bouddhistes car la plupart ont au moins une.
- Uzumimon (埋門?, « porte enterrée ») : portes ouvertes dans un mur de château. Parce qu'elles servent à relier des surfaces de différents niveaux, elles paraissent être enfouies dans le sol[17].
- Yaguramon (櫓門?) : porte dotée d'un yagura à son sommet[8].
- Yakuimon (薬医門?) : porte sans pilier sous le faîte de son toit à pignon, et supportée par quatre piliers situés aux angles[16],[18].
- Yakkyakumon ou yotsuashimon (四脚門?, « porte à quatre jambes ») : ainsi appelée en raison de ses quatre piliers secondaires qui supportent les deux piliers principaux situés sous le faîte de la porte. Elle dispose en réalité de six piliers[19].

## Galerie d'images

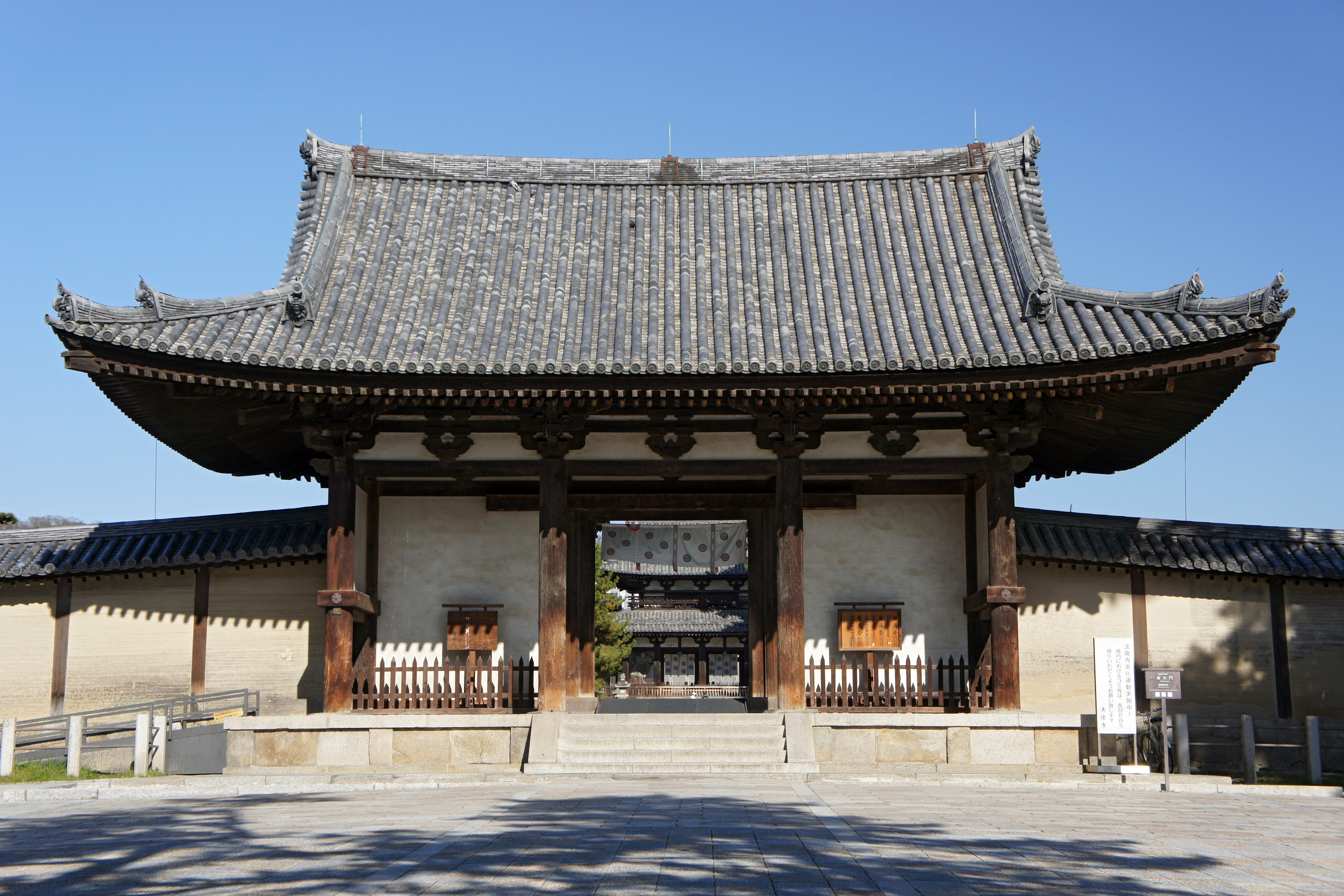
Hakkyakumon.
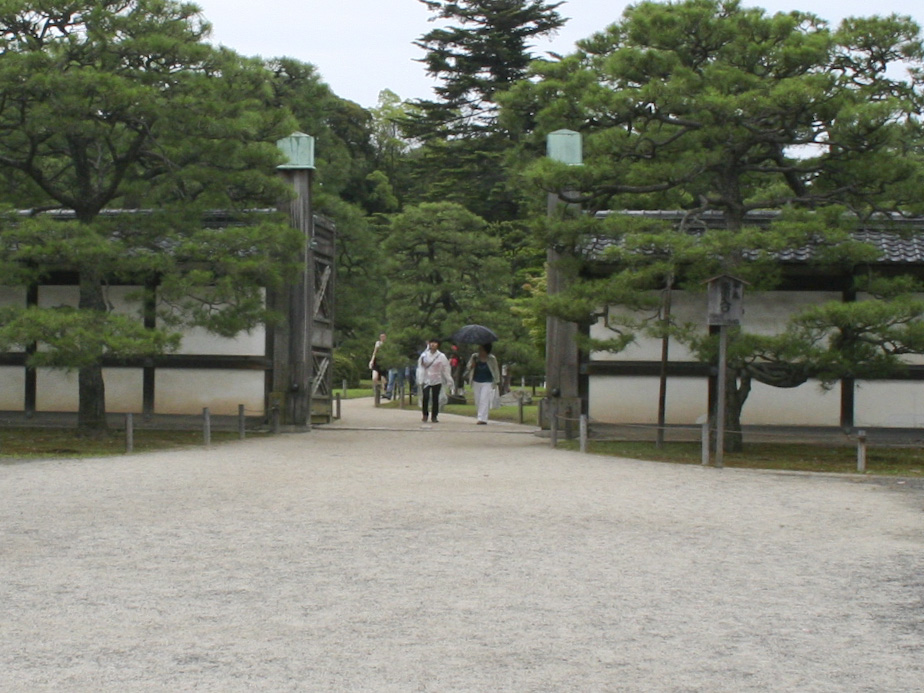
Heijūmon.
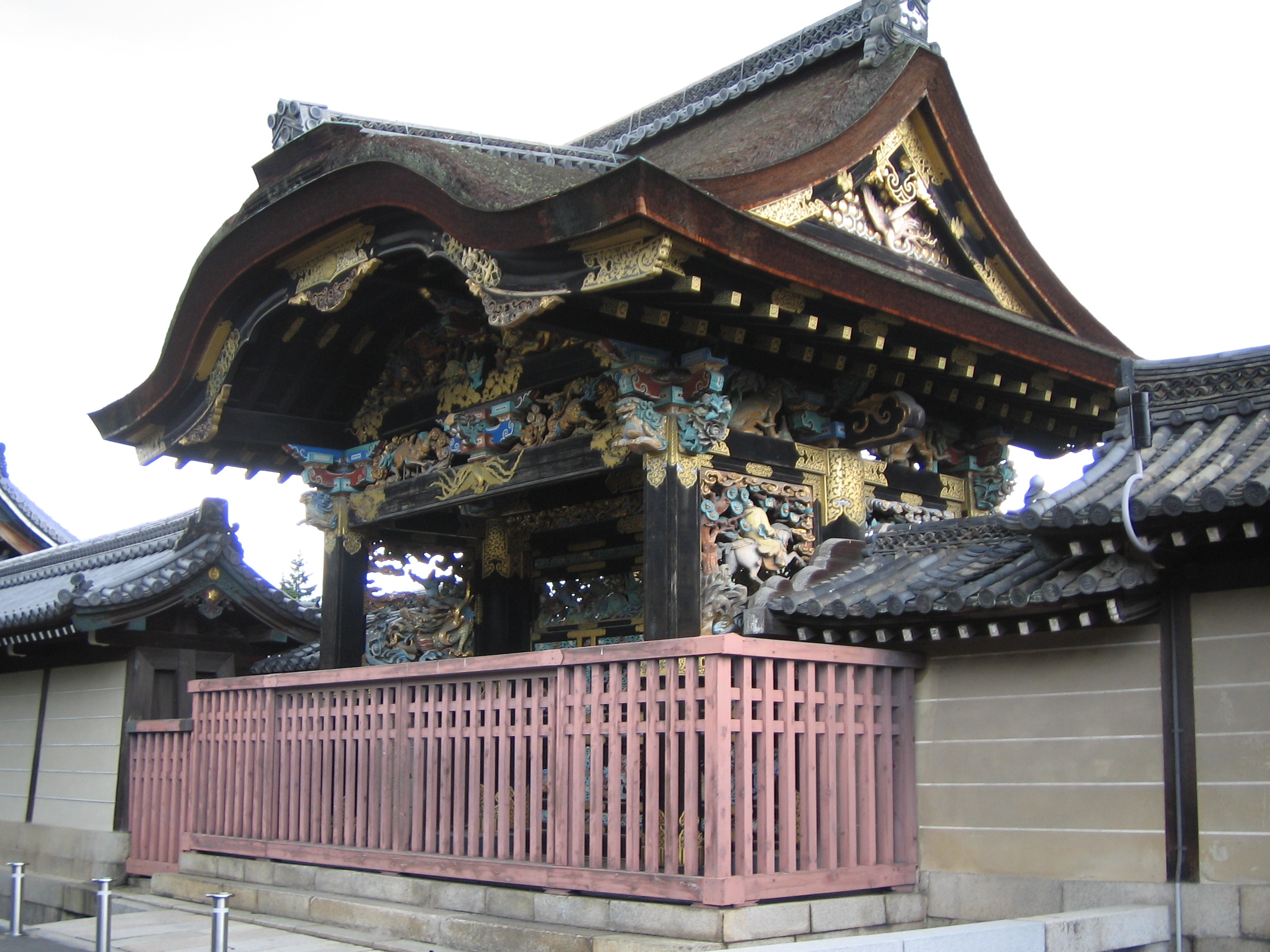
Karamon.
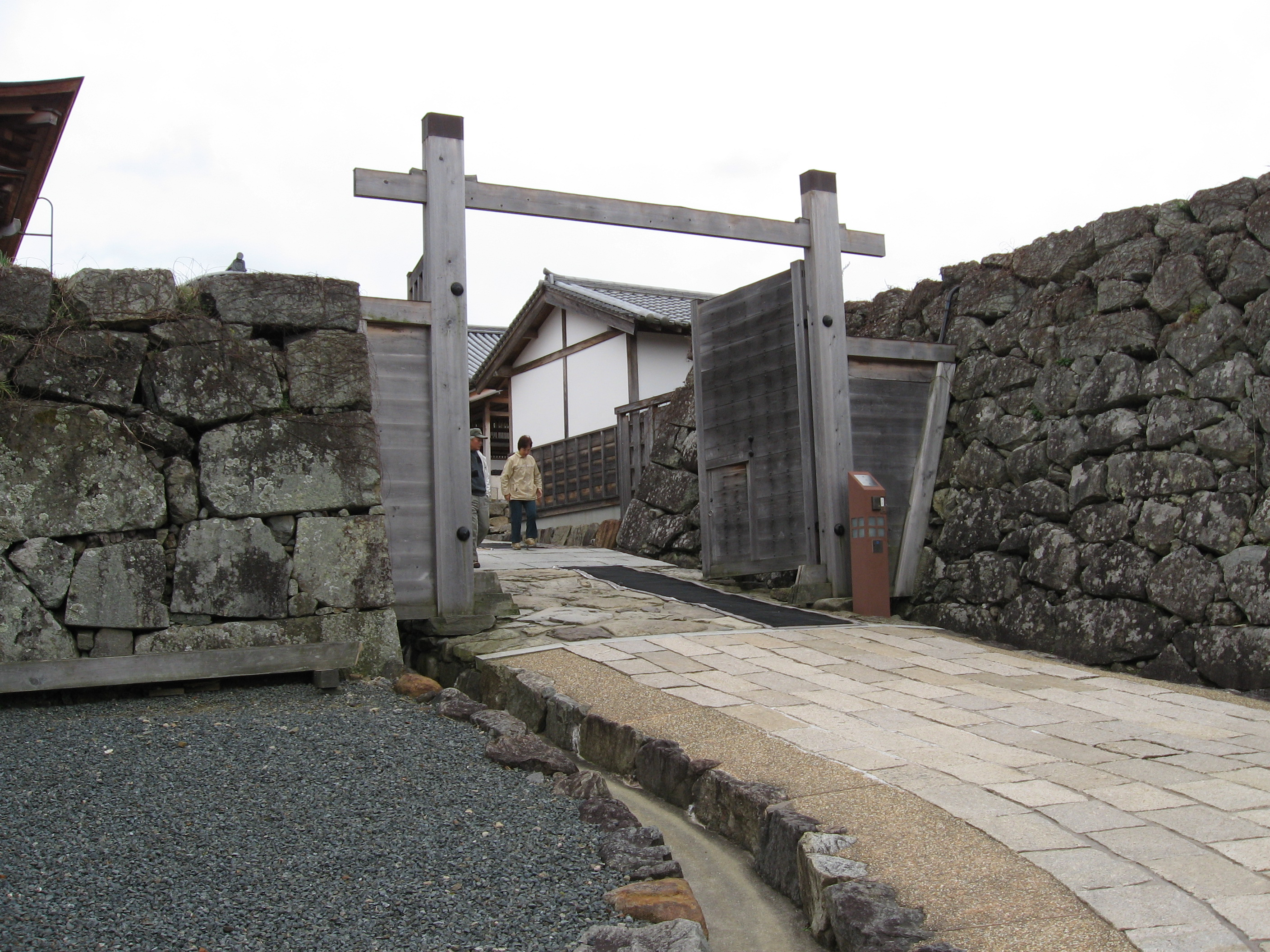
Kabukimon.
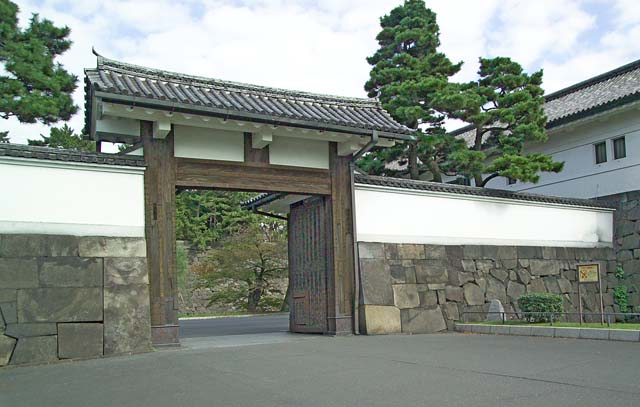
Kōraimon, extérieur.
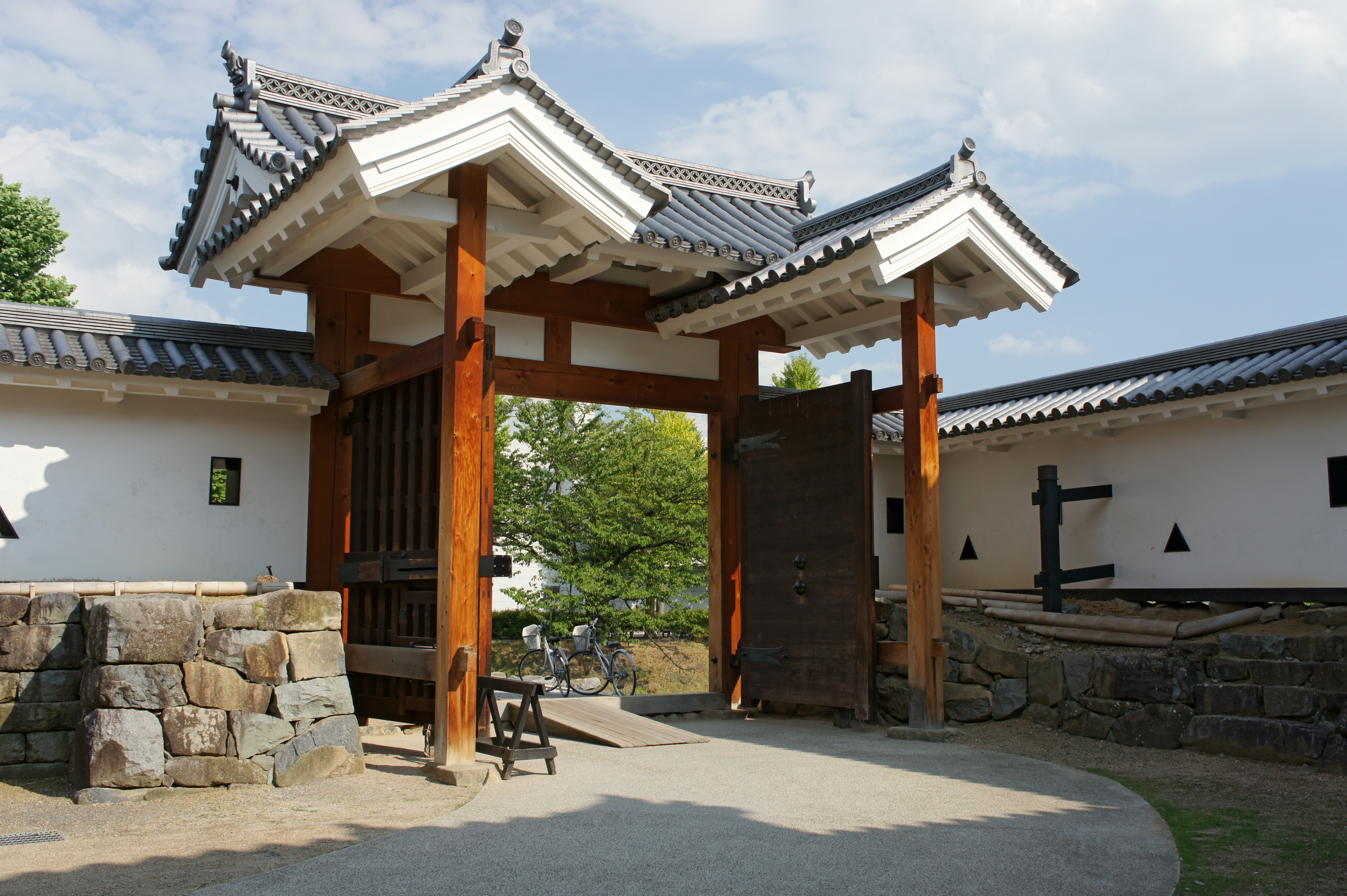
Kōraimon, intérieur.
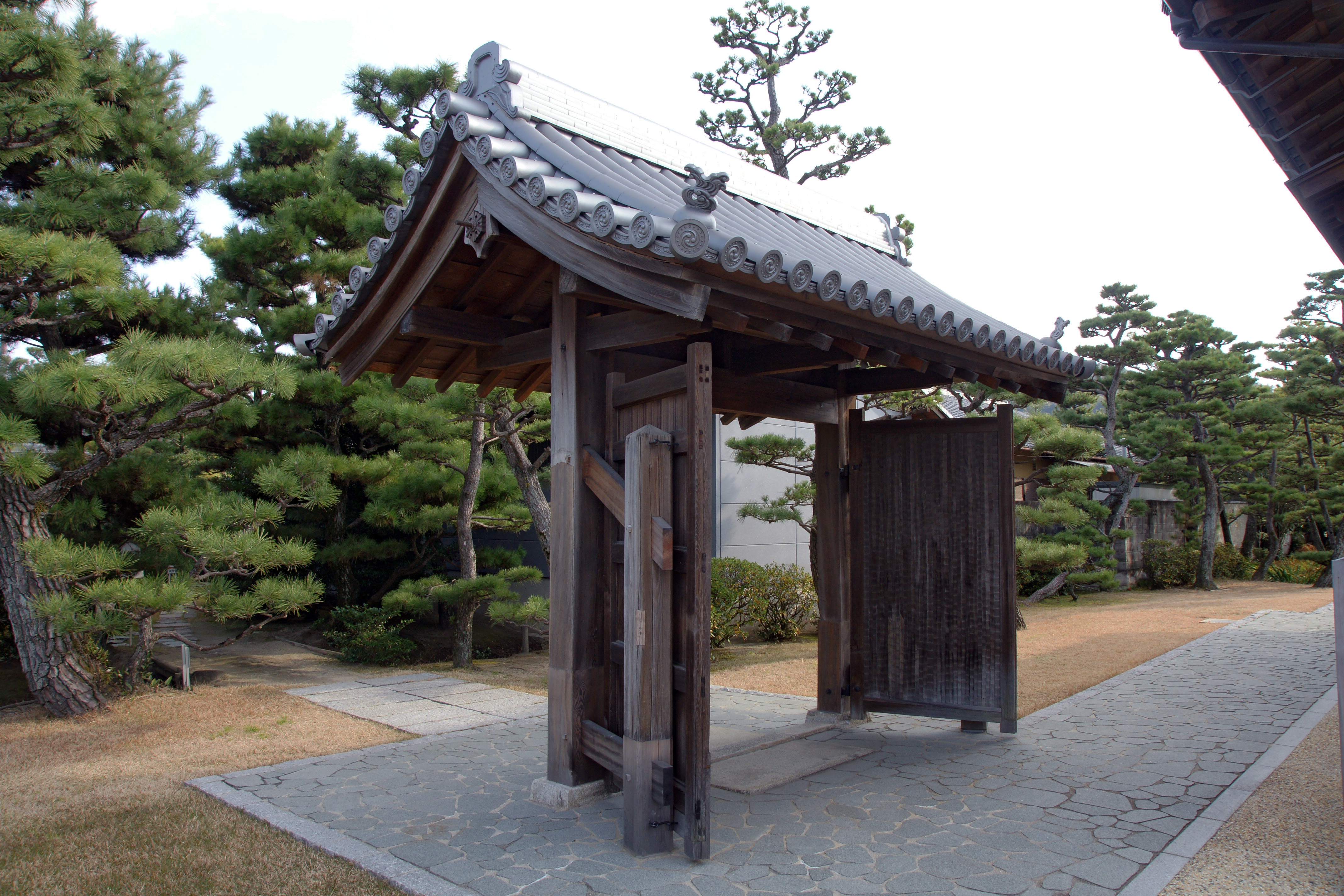
Munamon.
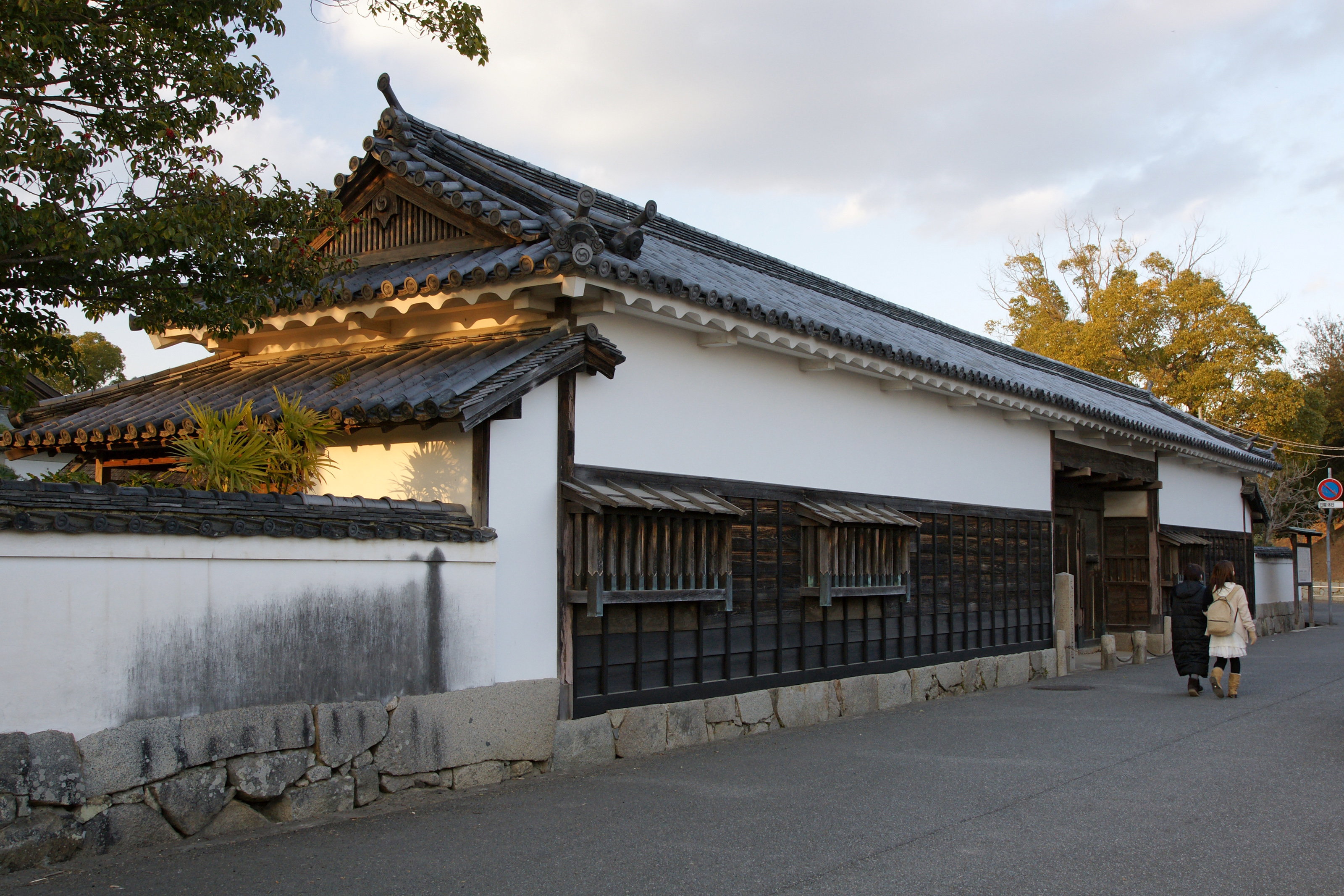
Nagayamon.
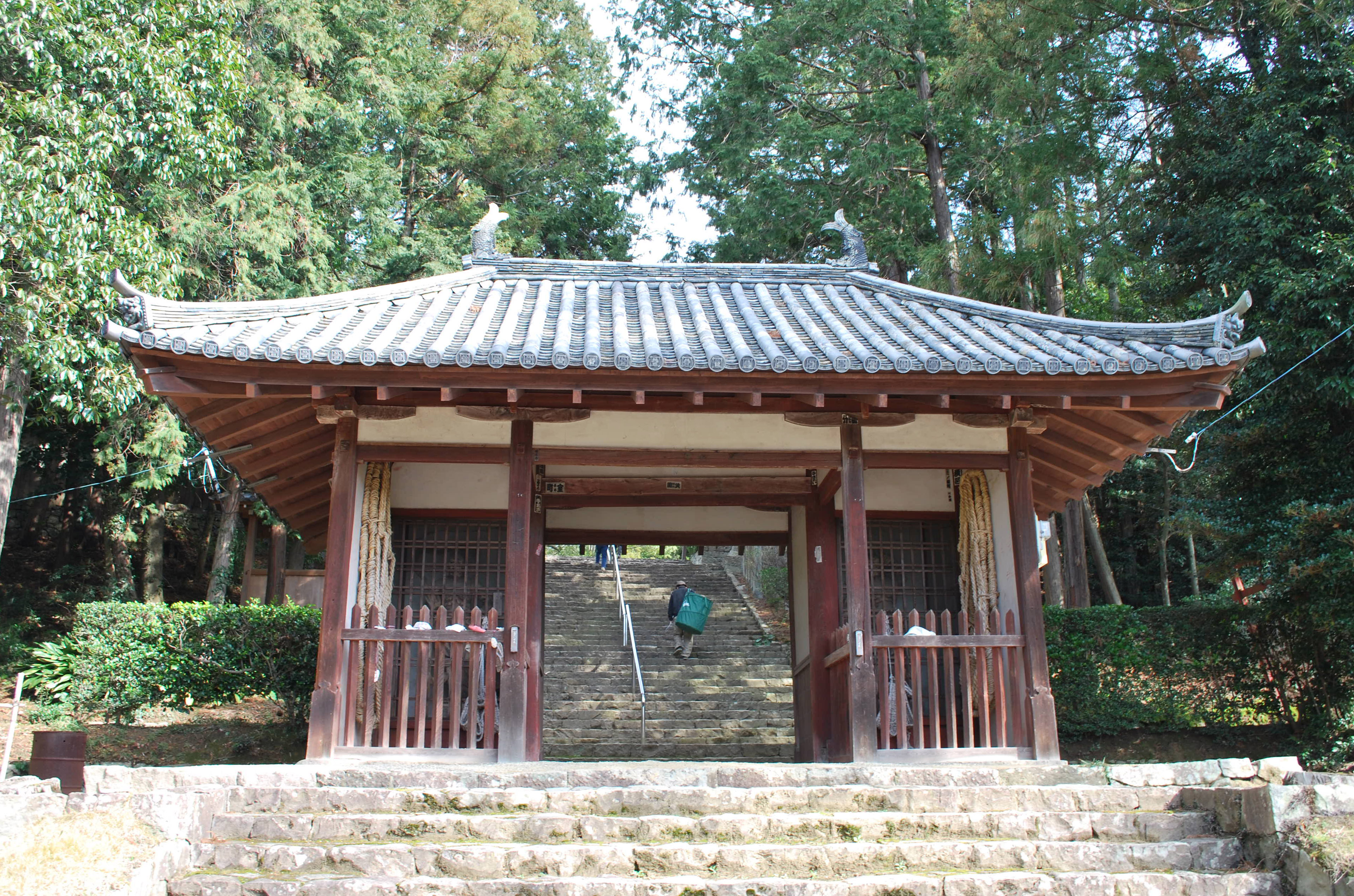
Niōmon.
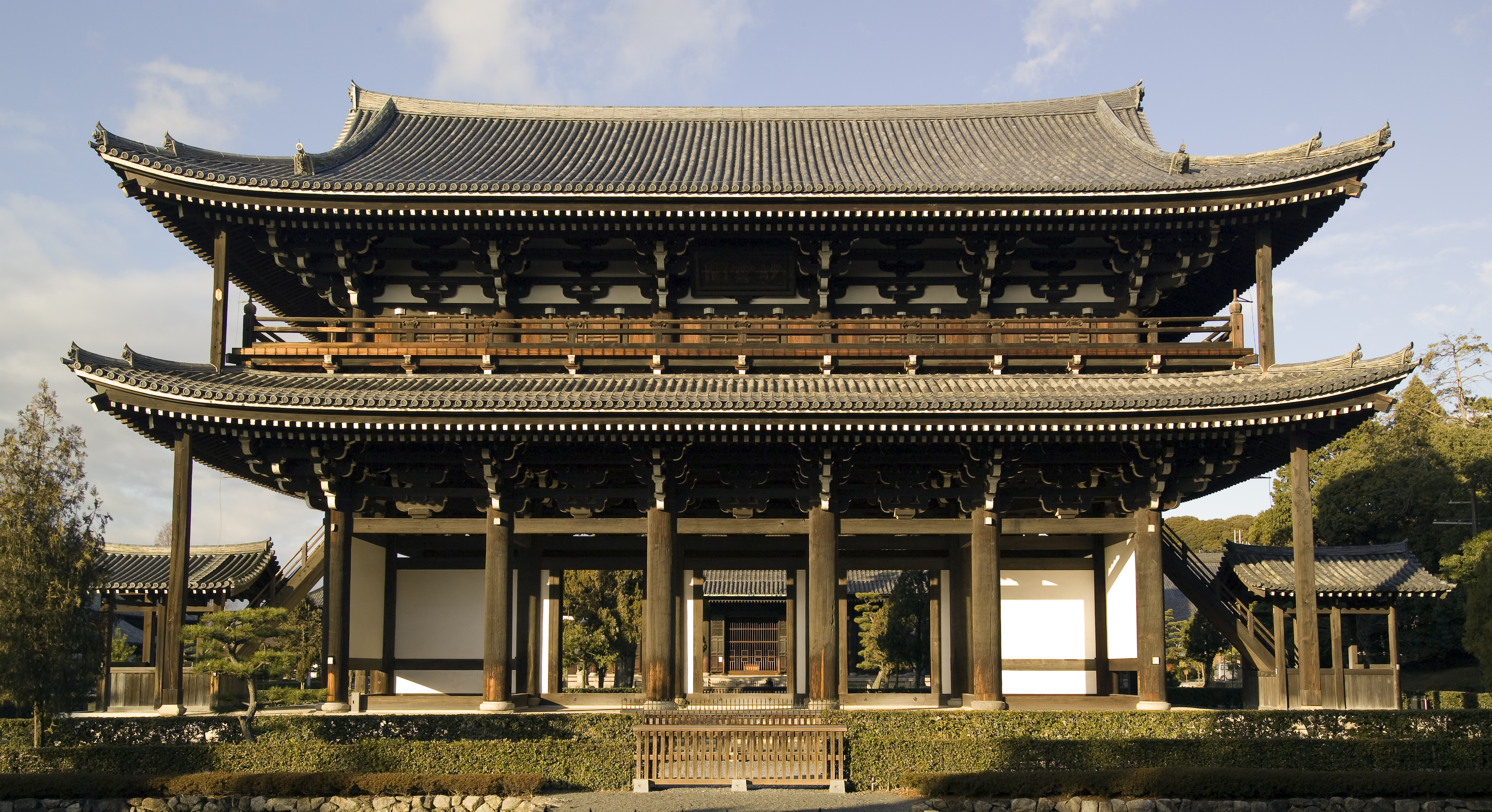
Le samnon de Tōfuku-ji est un nijūmon.
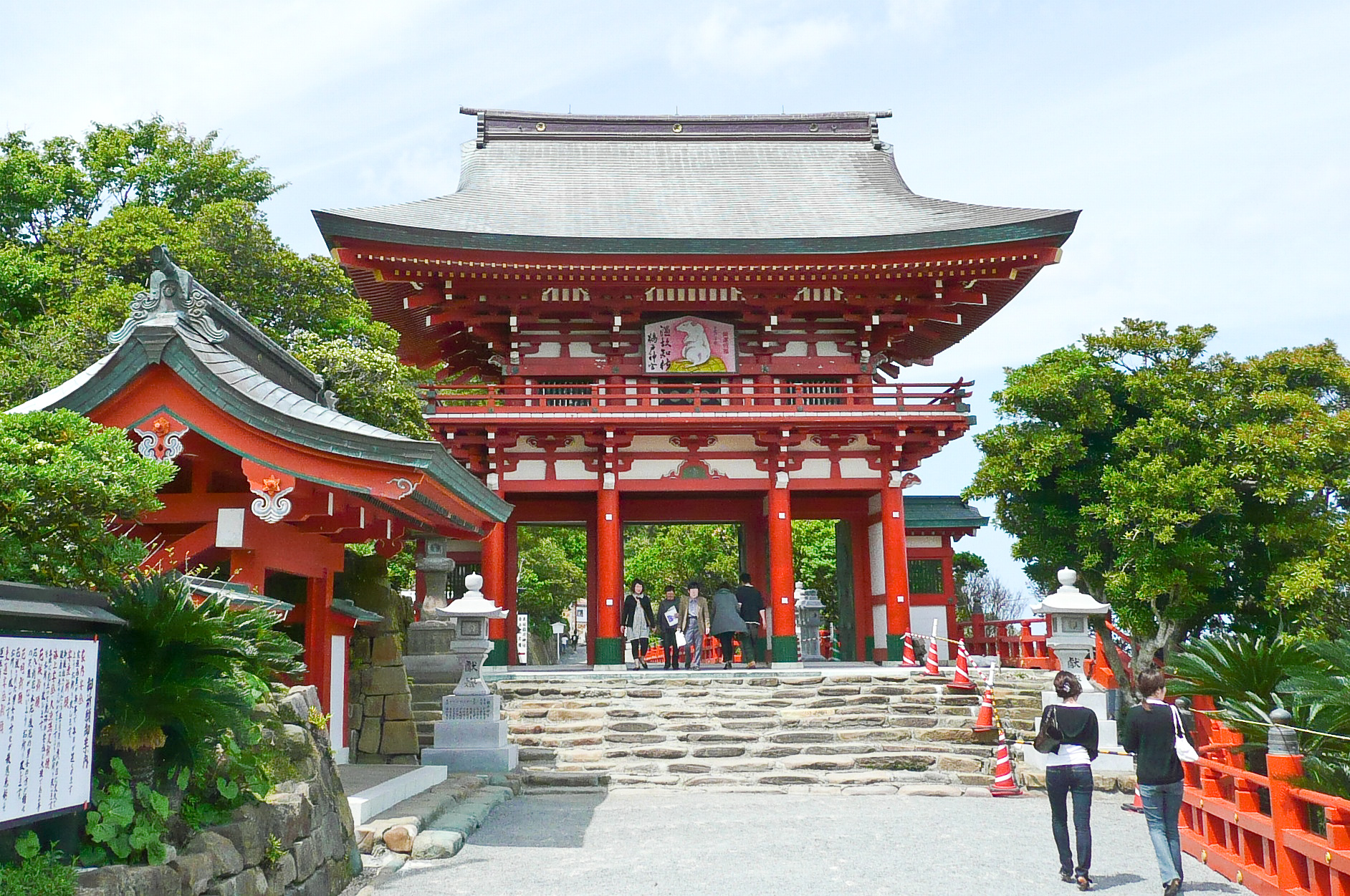
Rōmon. Noter l'absence d'escalier vers le second étage.
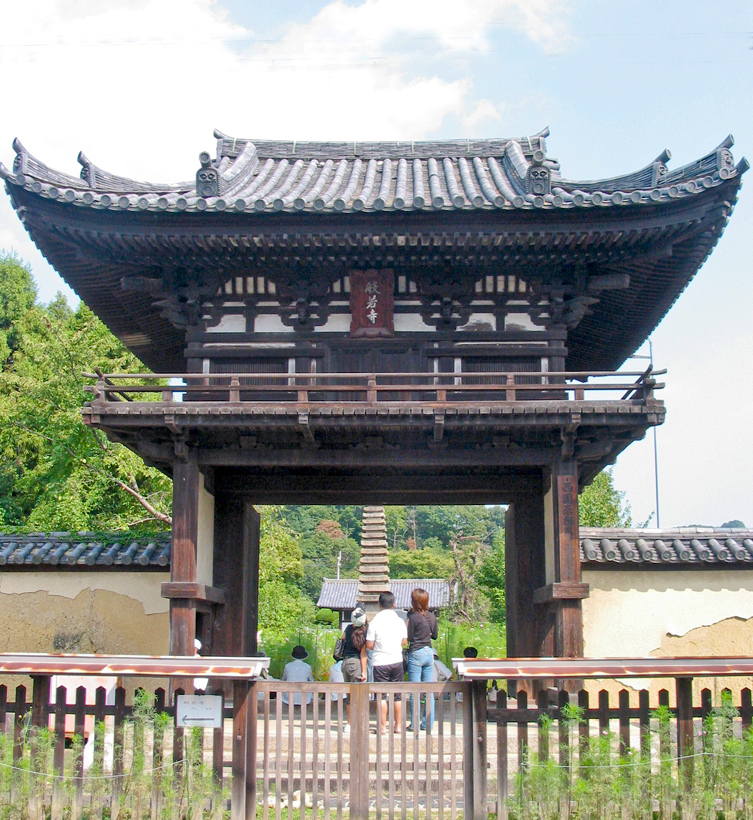
Ce shikyakumon est aussi un rōmon. Noter l'absence d'escalier vers le second étage.
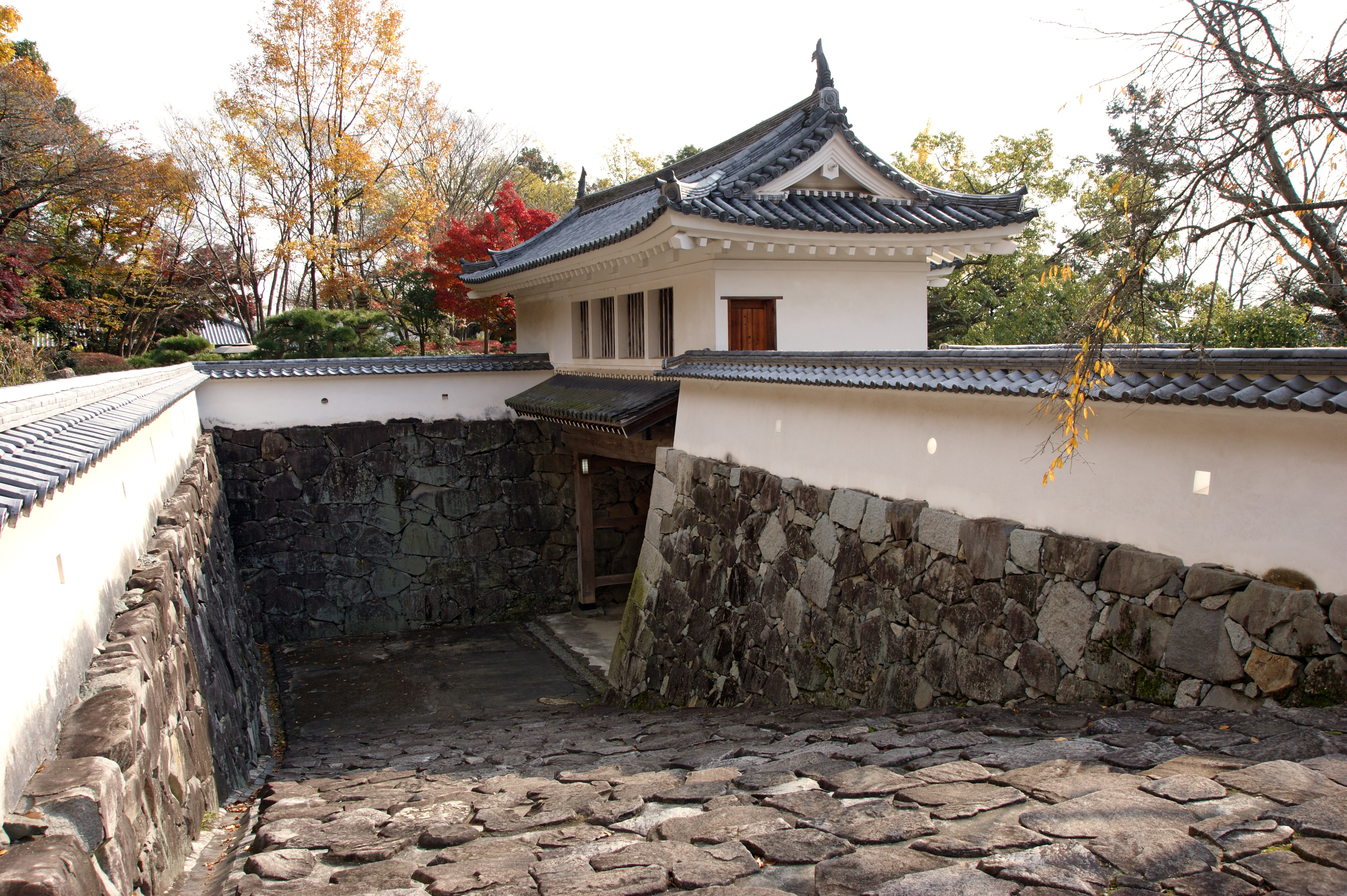
Uzumimon.
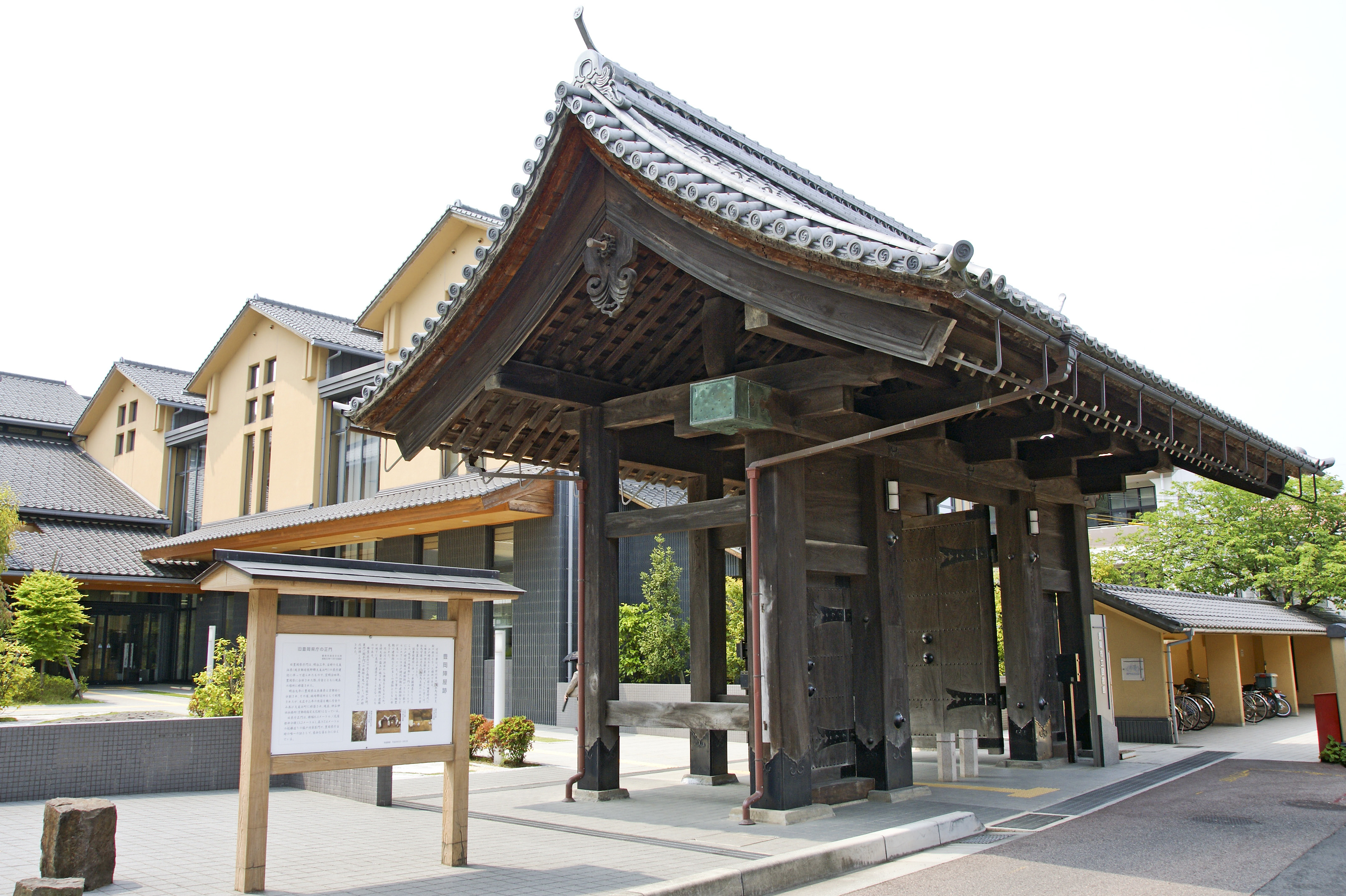
Yakuimon.
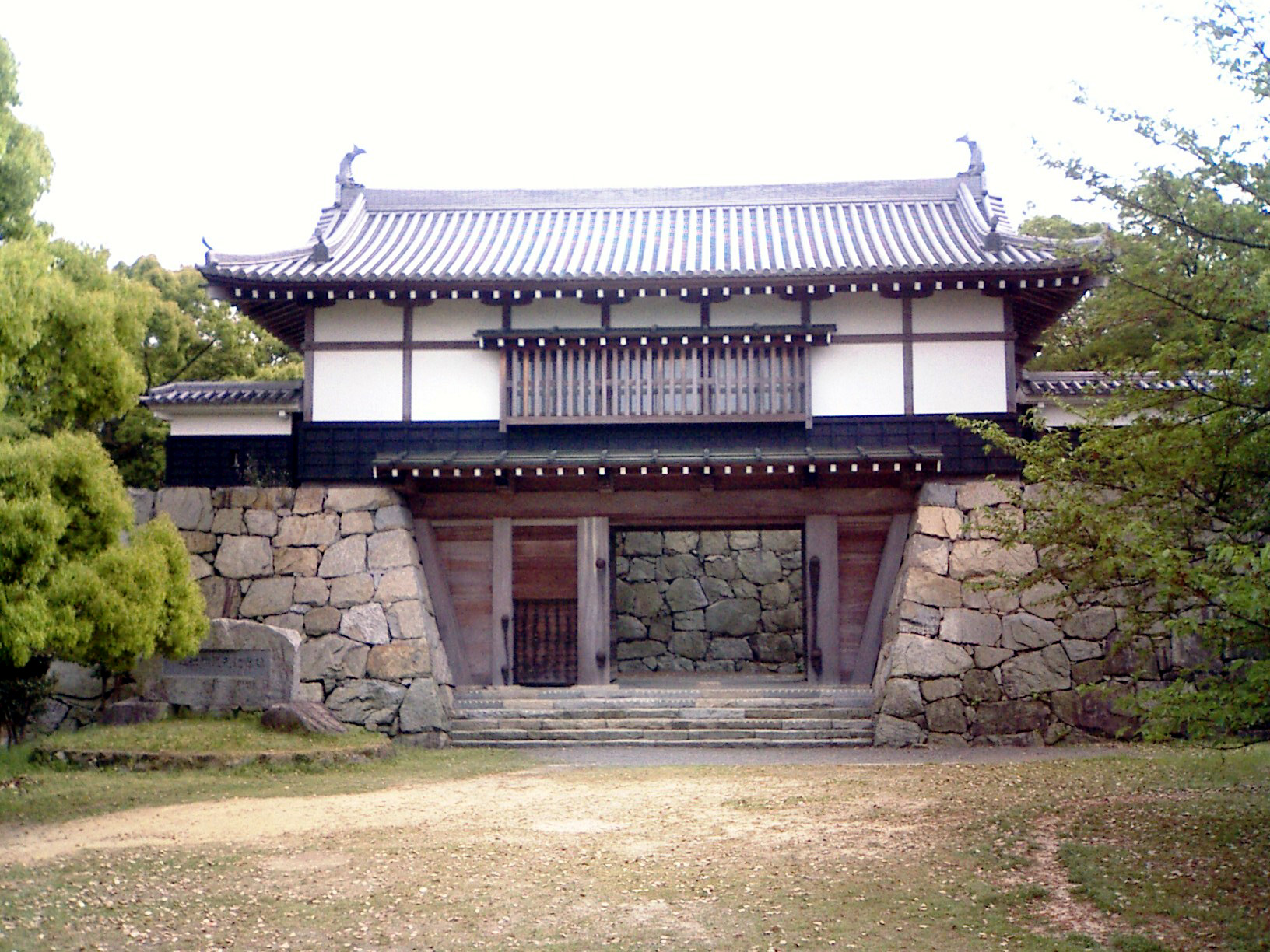
Yaguramon.
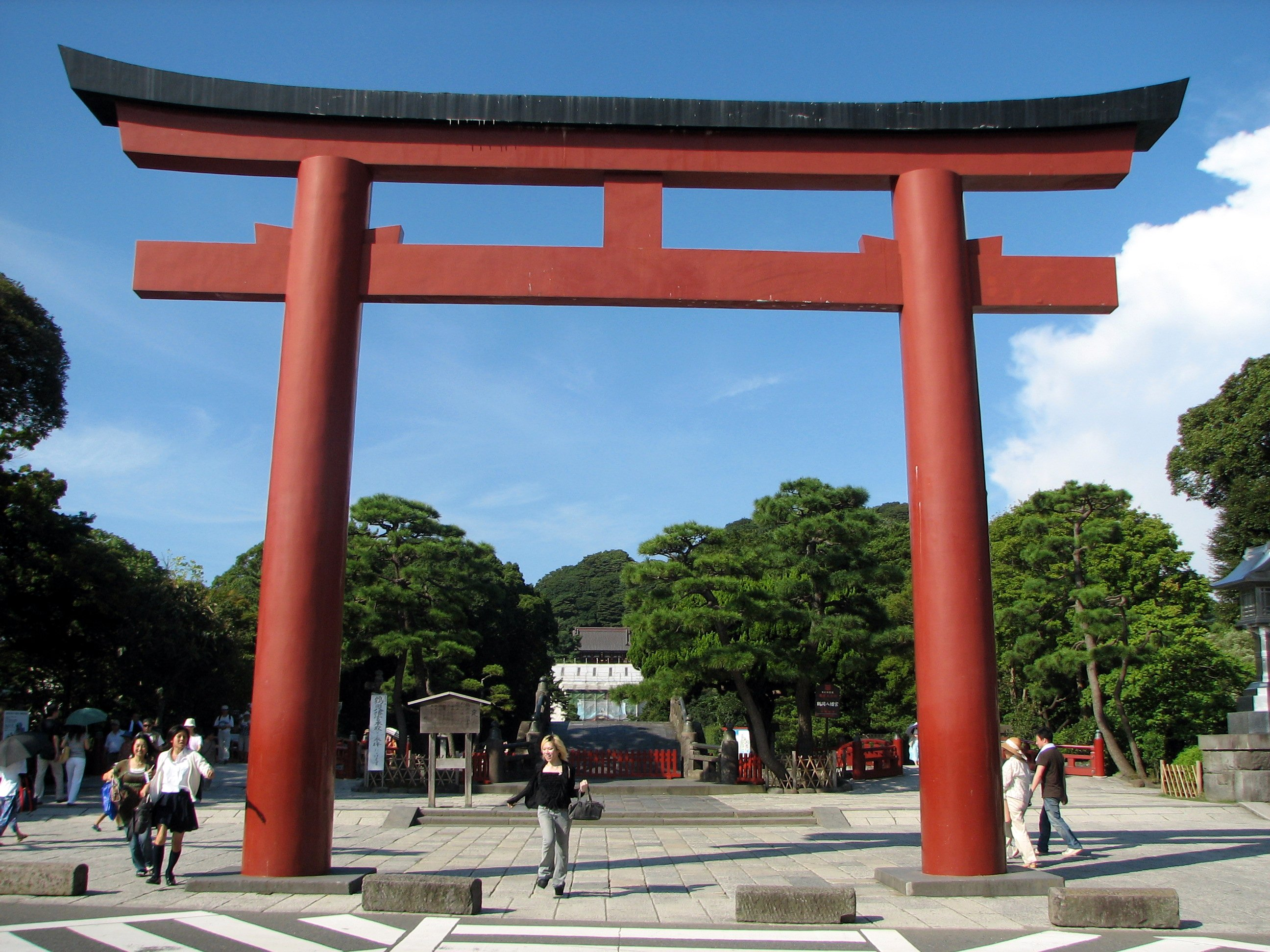
Torii rouge à l'entrée d'un sanctuaire shinto.